# Ołeh Skrypka
Ołeh Skrypka, ukr. Олег Скрипка (ur. 24 maja 1964 w Chodżencie) – ukraiński muzyk, wokalista, kompozytor, lider grupy punk-rockowej Wopli Widoplasowa.

## Życiorys

### Kariera
Urodził się w Tadżykistanie w rodzinie ukraińskich przesiedleńców. Dorastał w murmańskim obwodzie Rosji Radzieckiej. W 1986 roku zakończył Kijowski Instytut Politechniczny. 

### Życiorys
Tuż po ukończeniu studiów zaczął występować z grupą Wopli Widoplasowa, która w 1987 roku została członkiem kijowskiego rock klubu. Zespół zdobył pierwszą nagrodę na kijowskim festiwalu rockowym Rock-parada oraz wypuściło singiel „Tanci”, który stał się przebojem.

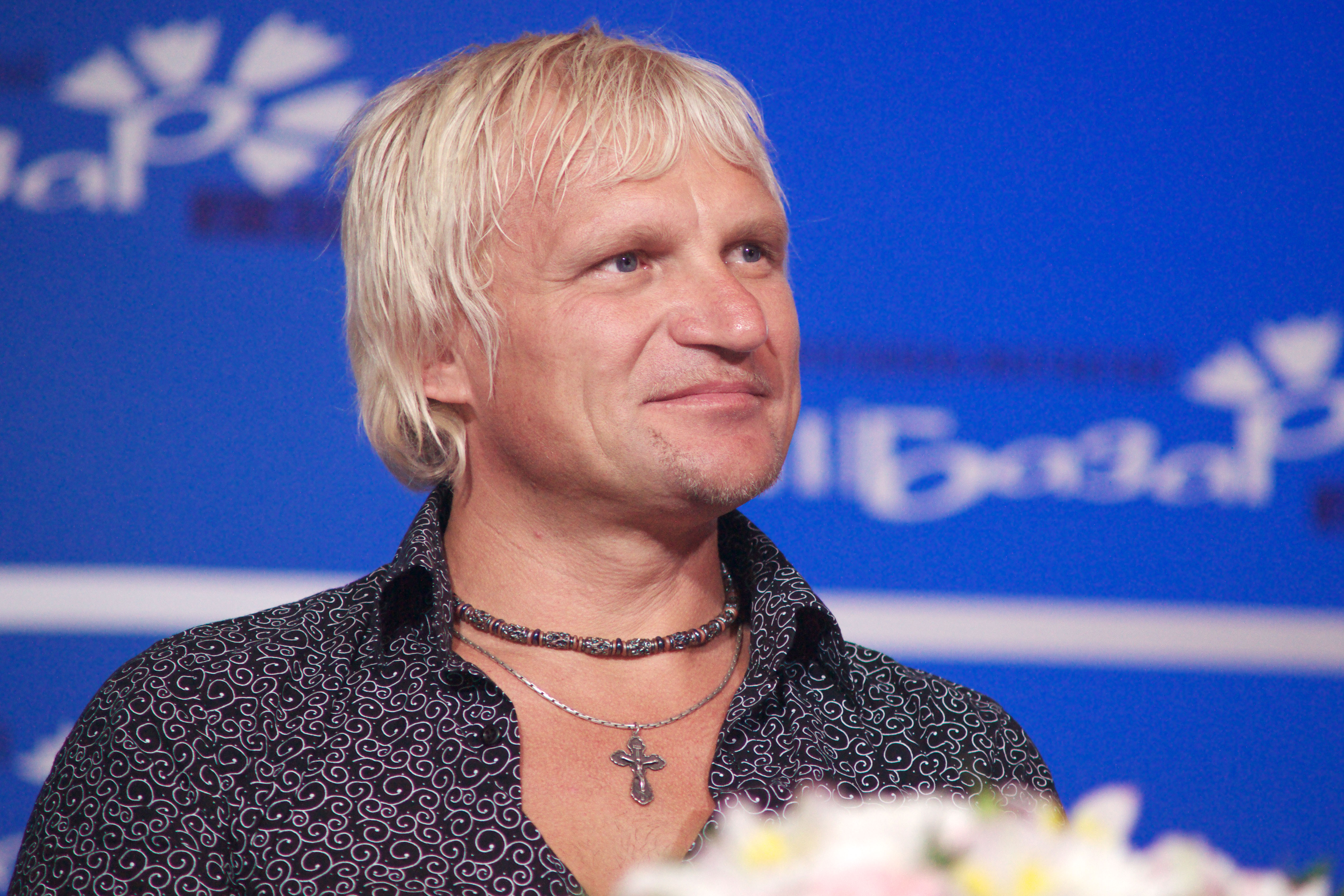
Ołeh Skrypka, 2010

W 1989 roku Skrypka został nagrodzony dyplomem na festiwalu Czerwona Ruta w Czerniowcach. W latach 1991–1996 wraz z zespołem mieszkał i grał we Francji.
W 2004 roku został jednym z organizatorów festiwalu Kraina mrij. Nazwa festiwalu wywodzi się od nazwy płyty zespołu, która została wydana 10 lat wcześniej.
W 2007 roku wziął udział w drugiej edycji programu 1+1 Tanci iz zirkamy, będącego ukraińską wersją formatu Dancing with the Stars. Jego partnerką taneczną została Jełyzaweta Drużynina, z którą zajął drugie miejsce.
W 2008 roku Ministerstwo Kultury i Turystyki wysunęło kandydaturę Ołeha Skrypki do nadania nagrody Szewczenkowskiej dla „reżysera etnicznego festiwalu Kraina Mrij”.
Znalazł się na 90. miejscu na liście Wielkich Ukraińców.

## Dyskografia

### Albumy
- Inkoly (2001)
- Live in Rodom (2003)
- Widrada (2004)